# 李敏 (1924年生)

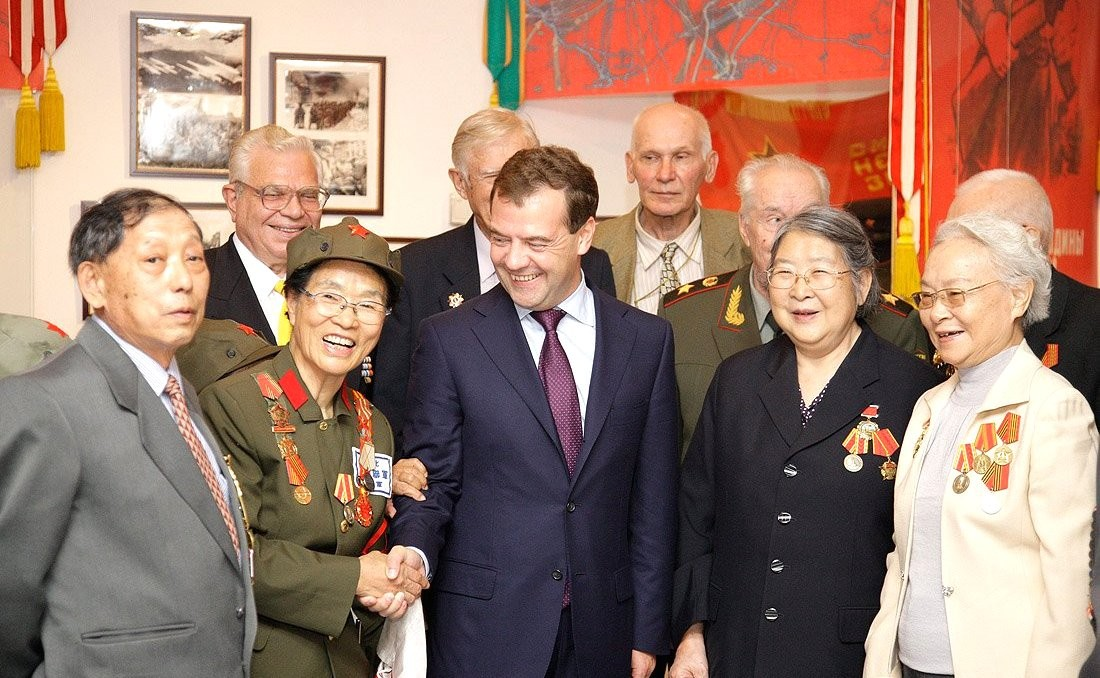
2010年、ロシアのメドヴェージェフ大統領と。前列左から王立平（第88旅団戦士）、李敏、メドヴェージェフ、李敏（同姓同名、毛沢東の娘）、劉愛琴（劉少奇の娘）

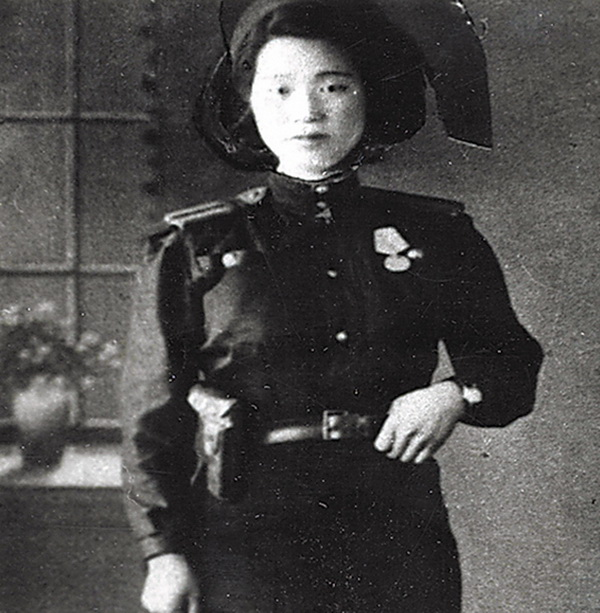
1945年頃の李敏

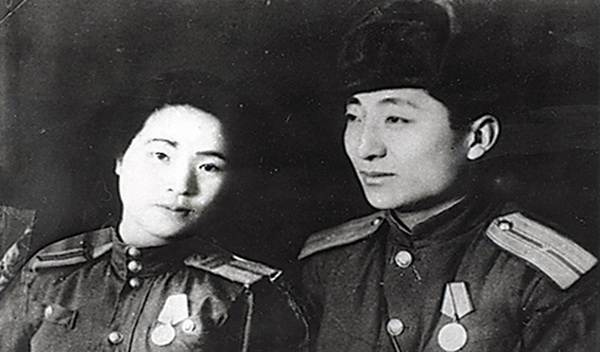
李敏と陳雷

李 敏（り びん、リ・ミン、朝鮮語: 리민、1924年11月5日 - 2018年7月21日）は、中華人民共和国の女性政治家。朝鮮族。中国人民政治協商会議黒竜江省委員会副主席などを歴任した。黒竜江省長を務めた陳雷は夫。もとの名前は李 小鳳、李 明順。

## 生涯
1924年11月5日、黒竜江省蘿北県（現ジャムス市湯原県）梧桐河村に生まれた。家族は朝鮮黄海道鳳山郡（現黄海北道銀波郡）の出身だった。1931年、梧桐河村へ派遣されてきた崔石泉（崔庸健）が設立した松東模範小学校で学び、レーニン主義児童団に加入した。同じく梧桐河村に暮らしていた李在徳によれば、崔石泉は中国共産党の方針に従って農村青年会や婦女子会などを組織し、党組織を作り上げて青年党員らに軍事教練を施した。
1936年冬、12歳で父について東北抗日連軍（抗連）に参加した。幼い李敏は初めのうち炊事班や被服廠、臨時医院などで非戦闘員として働いた。1937年秋には中国共産主義青年団員、1939年1月には中国共産党員となり、小銃や機関銃の射撃、乗馬の経験を積んで戦闘員として任務を実行できるようになっていった。1937年から1938年頃にかけては日本軍との戦闘が激しく、李敏の父や兄はこの頃戦死しており、1938年夏の完達山地区における戦闘では、部隊が全滅して斥候任務についていた李敏や他の女性戦士だけが生き残ったということもあった。
1940年秋、部隊のソビエト連邦領内への退避に従い、ハバロフスク近郊のヴャツコエに置かれた野営地で医療や無線技術を学んだ。1942年8月に抗連部隊がソ連軍第88特別旅団に改編されると、通信大隊員や政治教員、大隊党支部副書記などを務め、3年連続で優秀な戦士として表彰を受け准尉まで昇進した。
兄の友人だった陳雷と結婚したのは1943年のことである。朝鮮人である李敏と中国人である陳雷の結婚には反対の声が大きく、陳雷が抗連内の少数派である趙尚志派に属するものと知られ、地主階級出身で、自己批判を迫られ党を除名されていたからなおさらだった。しかし、金正淑が同情して夫の金日成に話し、金日成が中国人幹部らを説得したため、李敏と陳雷の結婚は無事に許可された。1943年の大晦日、二人は崔光、金玉順夫妻とともに結婚式を挙げた。
1945年8月、ソ連軍の対日参戦の後、李敏と陳雷は第88旅団の第一陣として東北へ帰還することになった。中華人民共和国の建国後、李敏と陳雷は黒竜江省の要職を歴任したが、文化大革命の時期には迫害を受けた。陳雷は「反革命分子」「走資派」「特務」などのレッテルを貼られて7年間投獄され、李敏も「朝鮮特務」のレッテルを貼られて5年間投獄された。李敏は「下獄していたこの期間がとても苦痛だった」と回想している。名誉回復後、1987年から黒竜江省政協副主席を務め、1993年に引退した。
1983年と1992年には陳雷とともに朝鮮民主主義人民共和国を訪れ、金日成に歓待された。1992年4月の訪朝時には存命だった抗連、第88旅団の女性隊員とも再会しており、この時のことを後に回想して「男の同志は酒と煙草のせいで短命だったが女の隊員はほとんど生きていた」と笑っている。金日成の死後の1994年7月と1998年9月にも訪朝し、金日成の子の金正日に歓待された。2018年7月21日、ハルビン市で死去。